# Condylostylus helioi
Condylostylus helioi är en tvåvingeart som beskrevs av Milward de Azevedo 1976. Condylostylus helioi ingår i släktet Condylostylus och familjen styltflugor. Inga underarter finns listade i Catalogue of Life.